# Amyema biniflora
Amyema biniflora är en tvåhjärtbladig växtart som beskrevs av Bryan Alwyn Barlow. Amyema biniflora ingår i släktet Amyema och familjen Loranthaceae. Inga underarter finns listade i Catalogue of Life.